# Stachia minuta
Stachia minuta är en urinsektsart som beskrevs av James P. Folsom 1932. Stachia minuta ingår i släktet Stachia och familjen Odontellidae. Inga underarter finns listade i Catalogue of Life.